# Wartbaum

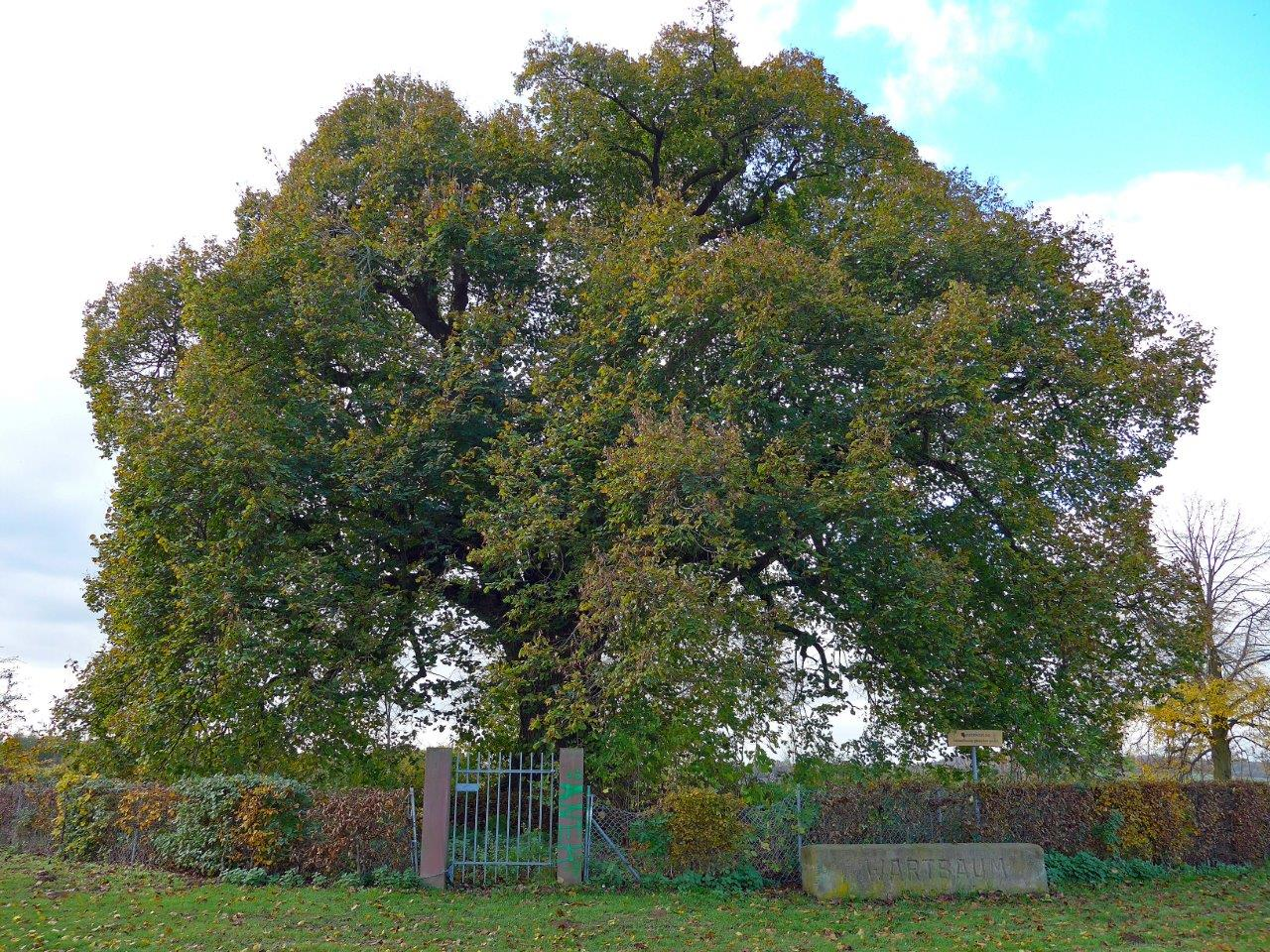
Der Wartbaum bei Nidderau-Windecken aus Richtung Osten mit Sandsteinblock Wartbaum - gepflanzt um 1600

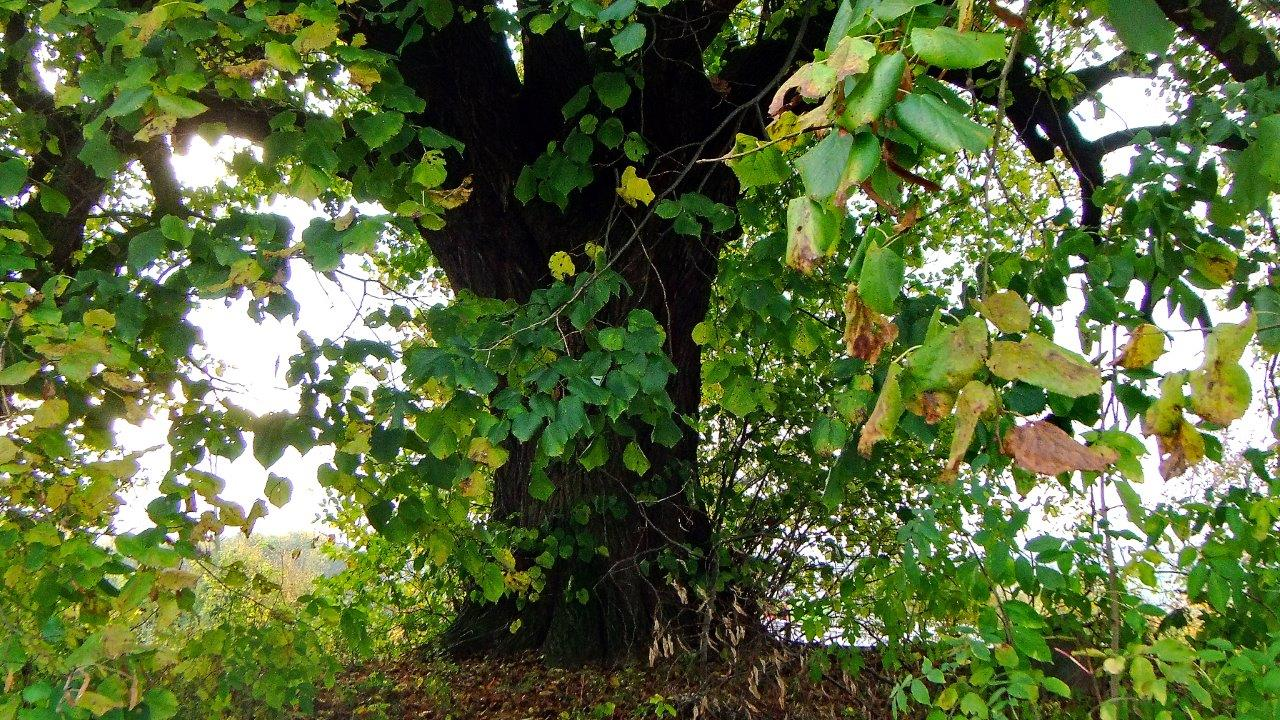
Stamm des Wartbaums

Der Wartbaum ist eine Sommerlinde (Tilia platyphyllos) und ein Naturdenkmal in Nidderau im Main-Kinzig-Kreis. Es handelt sich um eine Linde auf einer Anhöhe zwischen dem Nidderauer Ortsteil Windecken und Bruchköbel-Roßdorf. Der Wartbaum ist rund 24 Meter hoch und hat einen Stammumfang von etwa 5,2 Metern.

## Geschichte
Der Name des Wartbaums leitet sich von einer Warte ab. Die erste urkundliche Erwähnung einer Warte in der Gemarkung von Windecken findet sich 1593 im Windecker Kirchbuch nachgewiesen: „Anderssen Margret [ist] im gefängnis auf Schloß, darin sie getriebener und gestandener zauberey wegen über die drei Wochen gelegen, am Morgen tod gefunden worden; ist auf der Herrn Rhät Bevelh nach 2 Tagen durch den Nachrichter hinaus biß zur Wart geführt und daselbst von ihm begraben worden, denn auch ohne das sie daselbst hin, nach kurzen tagen, auff ergangenes Erkenntnis hat sollen geführt werden und ihren verdienten Lohn empfahen“. Der Wartbaum hat demzufolge auch als Richtstätte gedient, worauf auch die Vollstreckung des Todesurteils gegen Georg Meißner („Scheppe-Schorsch“) 1681 am eigens am Wartbaum errichteten Galgen hindeutet. Nach Carl Henß könnte die Bezeichnung auch auf die Lage eines Wartturms an der Hohen Straße hindeuten, die zur Sicherung des römischen Kastells in Marköbel entlang der Straße angelegt worden sein könnten.
Die Ersterwähnung des Wartbaums findet sich in einer Urkunde vom 19. April 1608, in der die Grenzen des Amtes Windecken beschrieben werden: „[…] von da [z]ur rechten herum wieder bis hinter die Warte an das Herren gelend da wieder ein Stein, in der holen unter dem Wartbaum da auf beiden Seiten ein Stein steht, uf der Rostorffer grentz ad dextra hinaus der Wart an Christoph Schäffers acker […]“. Auf der Ersterwähnung basiert die Inschrift eines Gedenksteins am Wartbaum mit dem Hinweis „Wartbaum – gepflanzt um 1600“. Bei dem verwendeten Sandsteinblock mit einer Größe von etwa 300 cm Länge und rund 68 cm Höhe bei einer Dicke von 35 cm handelt es sich um einen Teil des Brückengeländers über den Windecken durchfließenden Katzbach. Der Stein wurde in den 1950er-Jahren am Wartbaum errichtet.
Im Jahr 1640 wurde der Wartbaum in einem Zeitzeugen-Bericht erwähnt, als der belagerten Stadt Hanau von dort aus signalisiert wurde, dass ein Entsatzheer nahte, um die Stadt zu befreien.
Am 12. April 1759 diente der Wartbaum als Treffpunkt der Truppen von Herzog Ferdinand von Braunschweig-Wolfenbüttel, der vom Wartbaum aus in die Schlacht bei Bergen zog. Die Truppen zogen vom Wartbaum vergeblich in die Schlacht, um die Stadt Frankfurt am Main, die seit dem 2. Januar 1759 von den Franzosen besetzt war, zu befreien.
Im Jahr 1814 fanden am ersten Jahrestag der Völkerschlacht bei Leipzig Gedenkfeiern am Wartbaum statt, ebenso zum 50. Jahrestag am 18. Oktober 1863.
Während des Kaisermanövers trafen sich am 6. und 7. September 1897 zahlreiche Fürsten, um das Manöver zu beobachten: „In den ersten Manövertagen […] sah der Wartbaum eine Menge von hervorragenden Fürstlichkeiten, Heerführern und fremdherrlichen Offizieren: den Kaiser und die Kaiserin von Deutschland, den König von Sachsen, den König und die Königin von Italien, den Großherzog und die Großherzogin von Hessen und den Prinzregenten Luitpold von Bayern. Dann den Großfürsten Nikolaus Nicolajewitsch von Russland, ferner Vertreter der russischen, österreichischen, französischen, englischen, italienischen, türkischen und sogar japanischen Armee.“
1958 wurden neben dem Wartbaum zwei weitere Linden gepflanzt: Die Friedenslinde sollte an den letzten aus der Gefangenschaft zurückgekehrten Windecker Soldaten Heinrich Muth erinnern, der am 28. September 1953 zurückkehrte. Weiterhin wurde eine Linde als Ersatz für den Wartbaum gepflanzt. Die Friedenslinde wurde 2003 Opfer von Vandalismus.

## Aktuelle Nutzung

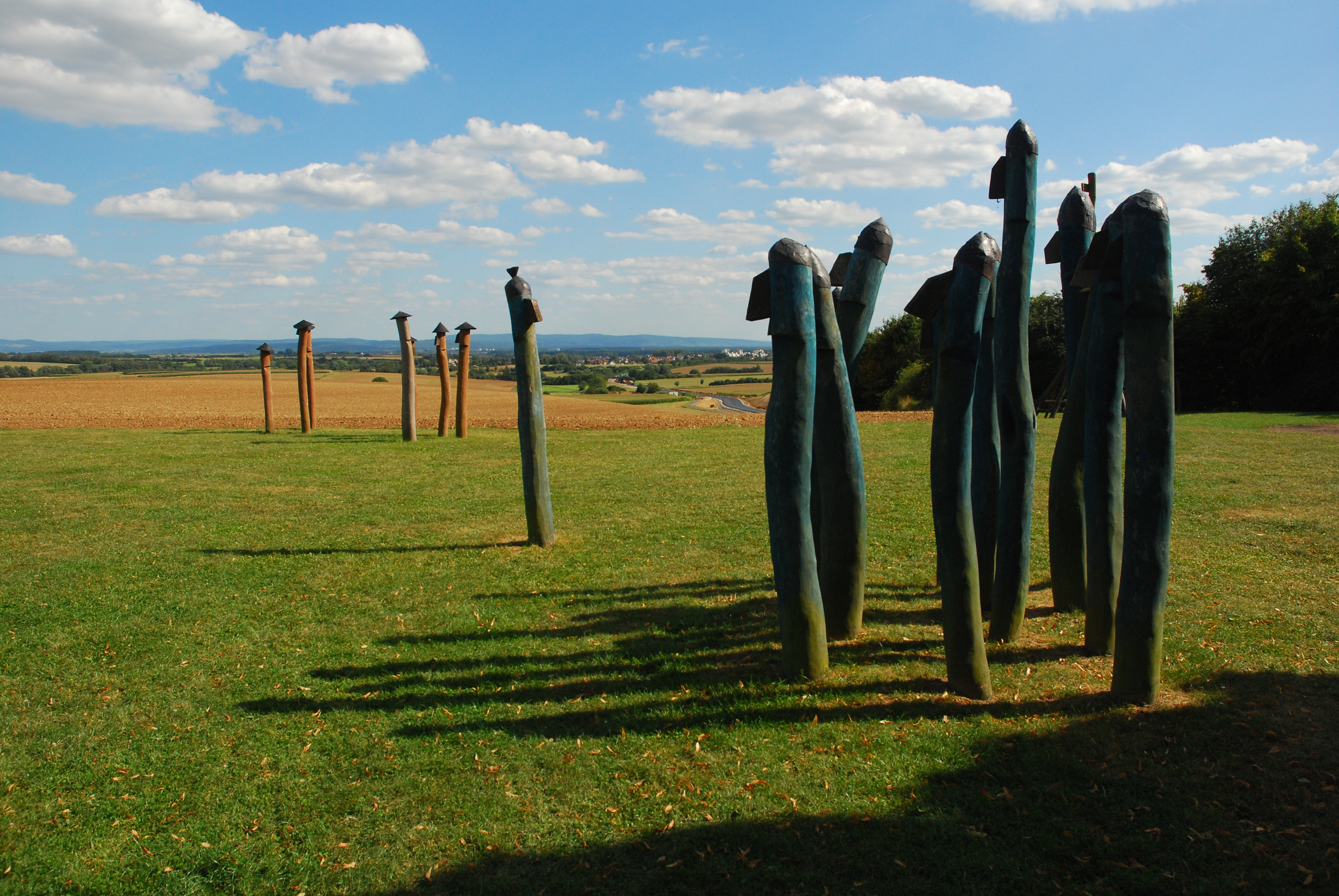
Stelen am Wartbaum

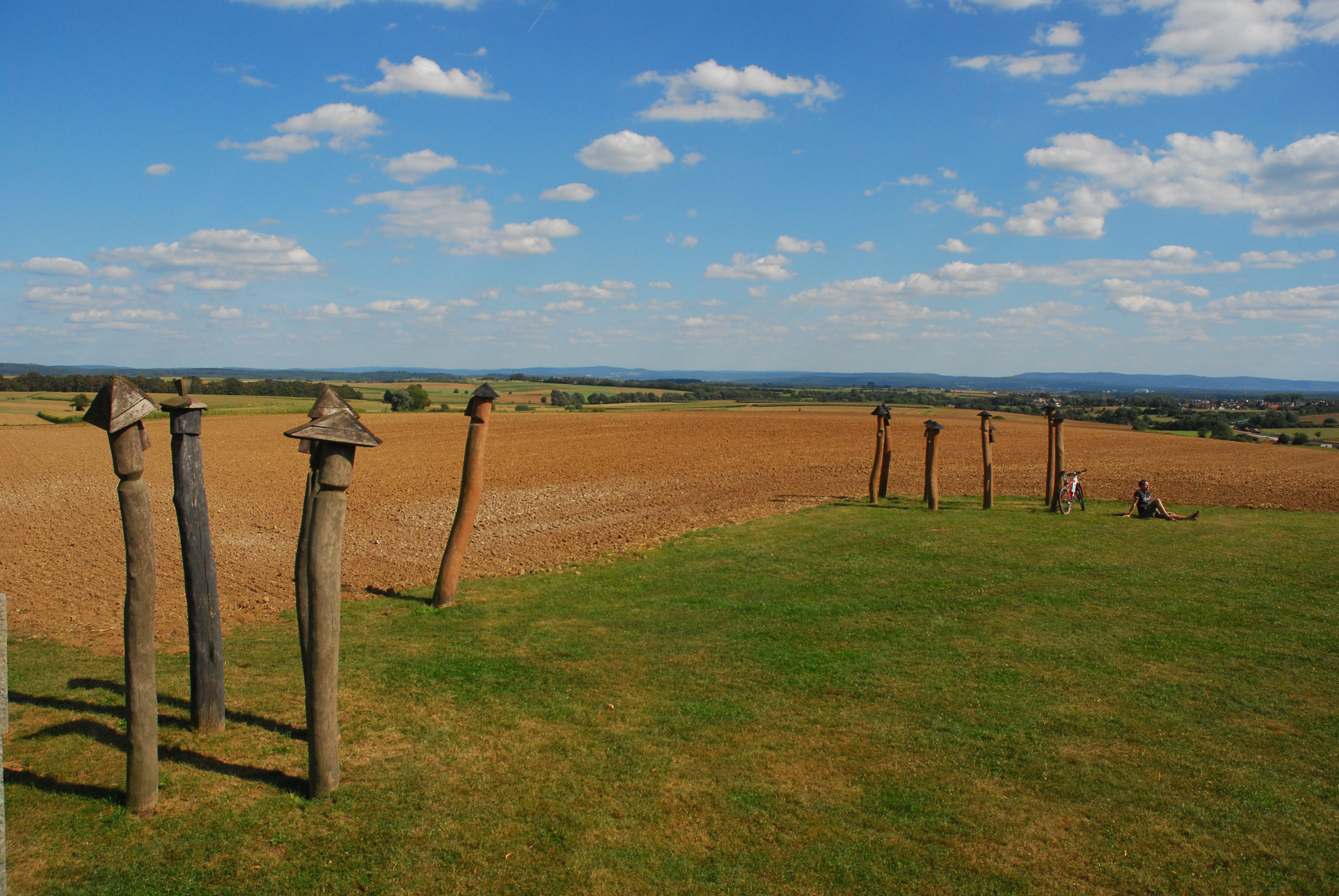
Stelen am Wartbaum mit Blick Richtung Spessart

Der Wartbaum ist Teil der Regionalparkroute Hohe Straße des Regionalparks Rhein-Main. Im Zuge der Integration des Wartbaums in die Regionalparkroute wurde das Areal um den Wartbaum umgestaltet: Auf dem Vorplatz erinnern künstlerisch gestaltete Soldatenfiguren aus Holz an das Kaisermanöver von 1897, südlich des Wartbaums erinnert ein stilisierter Richtertisch an die historische Funktion als Richtstätte, und eine Stelenpyramide erinnert an die Gedenkfeiern nach der Völkerschlacht bei Leipzig.
Windecker Vereine nutzen das Areal am Wartbaum zudem für Feierlichkeiten (Wartbaum-Fest).